# 881 Athene
För andra betydelser, se Athena (olika betydelser).
881 Athene eller 1917 CL är en asteroid i huvudbältet, som upptäcktes 22 juli 1917 av den tyske astronomen Max Wolf i Heidelberg. Den är uppkallad efter den grekiska gudinnan Athena.
Asteroiden har en diameter på ungefär 12 kilometer.